# Batmann
Batmann (batman) je stará jednotka hmotnosti používaná v islámských zemích. V Turecku je její název mj. synonymem pro hmotnost 10 kg. V překladu její význam znamená velký mann.

## Převodní vztahy
- v Íránu měl 1 batmann mnoho různých velikostí – 2,944 kg, 2,948 kg, 2,995 kg, 2,973 kg = 1/100 charvár = 1/4 mann-e rej = 1/2 mann-e šáh = 8/9 mann-e abbásí = 4 čárak = 8 abbásí = 40 sír = 640 miskál = 15 360 nuchúd = 61 440 gandom
- v Turecku 1 batmann = 7,697 kg; v Istanbulu 7,71 kg = 6 okka
  - též 1 batmann metrický = 10 kg = 10 okka metrických